# NGC 5292
NGC 5292 (również PGC 48909) – galaktyka spiralna (Sab), znajdująca się w gwiazdozbiorze Centaura. Odkrył ją John Herschel 30 marca 1835 roku. Jest to galaktyka z aktywnym jądrem typu LINER.